# Muraenichthys
Muraenichthys – rodzaj ryb promieniopłetwych z podrodziny Myrophinae w obrębie rodziny żmijakowatych (Ophichthidae).

## Rozmieszczenie geograficzne
Do rodzaju należą gatunki występujące w wodach Oceanu Indyjskiego, Oceanu Spokojnego i Morza Czerwonego.

## Morfologia
Długość ciała do 30 cm.

## Systematyka
Rodzaj zdefiniował w 1853 roku holenderski ichtiolog Pieter Bleeker w artykule poświęconym opisom diagnostycznym nowych i mało znanych gatunków ryb z Dżakarty, opublikowanym w czasopiśmie Natuurkundig Tijdschrift voor Nederlandsch Indië. Gatunkiem typowym jest (oznaczenie monotypowe) M. gymnopterus.

### Etymologia
Muraenichthys: rodzaj Muraena Linnaeus, 1758; gr. ιχθυς ikhthus ‘ryba’.

### Podział systematyczny
Do rodzaju należą następujące gatunki:
- Muraenichthys gymnopterus (Bleeker, 1852)
- Muraenichthys hattae Jordan & Snyder, 1901
- Muraenichthys hibinoi Mohapatra, Behera, Ray, Acharya, Mohanty & Mishra, 2023
- Muraenichthys longirostris Hibino, Ho & McCosker, 2019
- Muraenichthys philippinensis Schultz & Woods, 1949
- Muraenichthys schultzei Bleeker, 1857
- Muraenichthys sibogae Weber & de Beaufort, 1916
- Muraenichthys thompsoni Jordan & Richardson, 1908